# Diều ăn rắn
Diều ăn rắn (danh pháp hai phần: Sagittarius serpentarius) là loài duy nhất trong chi chim thuộc họ Sagittariidae. Chúng là một loài chim săn mồi to lớn, chủ yếu sống trên mặt đất. Nó là loài đặc hữu của châu Phi, thường được tìm thấy trên các đồng cỏ và xavan thưa cây cối trong khu vực hạ Sahara. Là một thành viên của bộ Accipitriformes, trong đó bao gồm nhiều loài chim săn mồi ban ngày như diều, ó buteo, kền kền, ưng và đại bàng, nhưng nó được tách riêng ra thành họ của chính nó là Sagittariidae. Diều ăn rắn xuất hiện trên quốc huy của Sudan và Nam Phi. Chúng thường được gọi là chim thư ký (secretary bird) vì chỏm lông trên đầu chúng giống như những cây bút lông hay giắt trên đầu của những người thư ký ở châu Âu trung đại.

## Phân loại

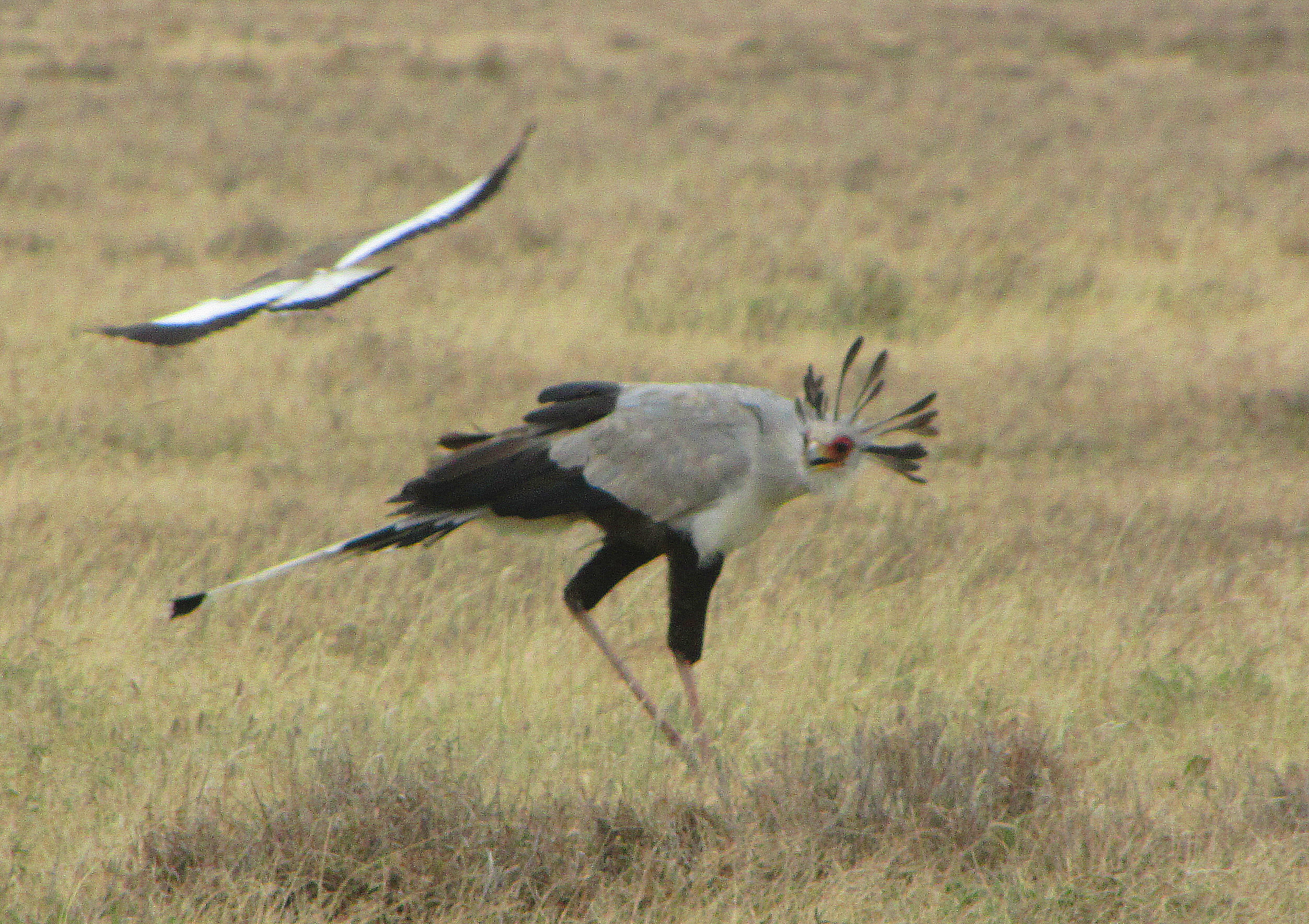
Diều ăn rắn bị con chim khác tấn công, chụp tại Serengeti, Tanzania.

Diều ăn rắn được họa sĩ minh họa người Anh là John Frederick Miller miêu tả lần đầu tiên năm 1779, 4 năm sau đó nó được nhà tự nhiên học người Pháp là Johann Hermann gán vào chi của chính nó là Sagittarius trong sách Tabula Affinatum Animalium của ông. Cho tới năm 1935 loài này mới được di chuyển sang họ của chính nó, khác biệt với các loài chim săn mồi còn lại — một phân loại được xác nhận nhờ hệ thống hóa phân tử. Phân tích phát sinh chủng loài hình thái của Mayr G. và Clarrke J. (2003) chỉ ra rằng họ Sagittariidae là nhánh cổ hơn trong chim săn mồi ban ngày so với Accipitridae và Falconidae, nhưng là sự rẽ nhánh trẻ hơn so với Cathartidae, nhưng mức độ hỗ trợ tự trợ không đủ mạnh. Phân tích của Hackett và ctv (2008) cho thấy các loài cắt không có quan hệ họ hàng gần với các loài chim săn mồi còn lại, thay vì thế chúng có quan hệ họ hàng gần với các loài vẹt (Psittaciformes) và sẻ (Passeriformes), nhưng vẫn tái lập mối quan hệ [Cathartidae [Sagittariidae [Pandionidae + Accipitridae] ] ].
Đôi khi, loài chim kỳ dị khó hiểu đã tuyệt chủng là Eremopezus cũng được phân loại như là họ hàng sớm của diều ăn rắn, mặc dù điều này là hoàn toàn không chắc chắn do loài chim này chỉ được biết đến qua một vài bộ phận còn sót lại của cơ thể như chân. Các hóa thạch sớm nhất gắn với họ này là 2 loài từ chi Pelargopappus. Tuy nhiên, hai loài này, tương ứng với niên đại thuộc thế Oligocen và thế Miocen, lại không được phát hiện ở châu Phi mà là tại Pháp. Chân của các hóa thạch này giống như chân của các loài trong họ Accipitridae; và điều này gợi ý rằng các đặc trưng này là đặc trưng nguyên thủy trong phạm vi bộ Ưng. Nhưng mặc cho niên đại của chúng, người ta không nghĩ rằng 2 loài này là tổ tiên của diều ăn rắn.
Tên gọi khoa học của chi "Sagittarius" là từ trong tiếng La tinh để chỉ "người bắn cung", có lẽ là do so sánh lông ống của diều ăn rắn với bao đựng mũi tên, còn tên định danh loài "serpentarius" gợi nhớ tới kỹ năng của loài chim này trong việc săn bắt các động vật bò sát.
Tên gọi thông thường của loài chim này trong một số ngôn ngữ phương Tây như tiếng Anh (Secretarybird), tiếng Nga (Птица-секретарь), tiếng Tây Ban Nha (Secretario), tiếng Pháp (Secrétaire), tiếng Đức (Sekretär) hay thậm chí một tên gọi khác trong tiếng Trung (秘書鳥, bí thư điểu) đều có nghĩa đen là "chim bí thư, chim thư ký", nói chung được coi là xuất phát từ chòm lông mào dài trông giống như lông ống, gợi nhớ tới những cái bút lông ngỗng giắt bên tai của các vị thư ký ngày xưa. Tuy nhiên, một giả thuyết gần đây cho rằng phần tên gọi mang nghĩa "thư ký" này là sự vay mượn từ sửa đổi sai lạc trong tiếng Pháp của cụm từ saqr-et-tair trong tiếng Ả Rập để chỉ "chim săn mồi".

## Sinh học

### Miêu tả

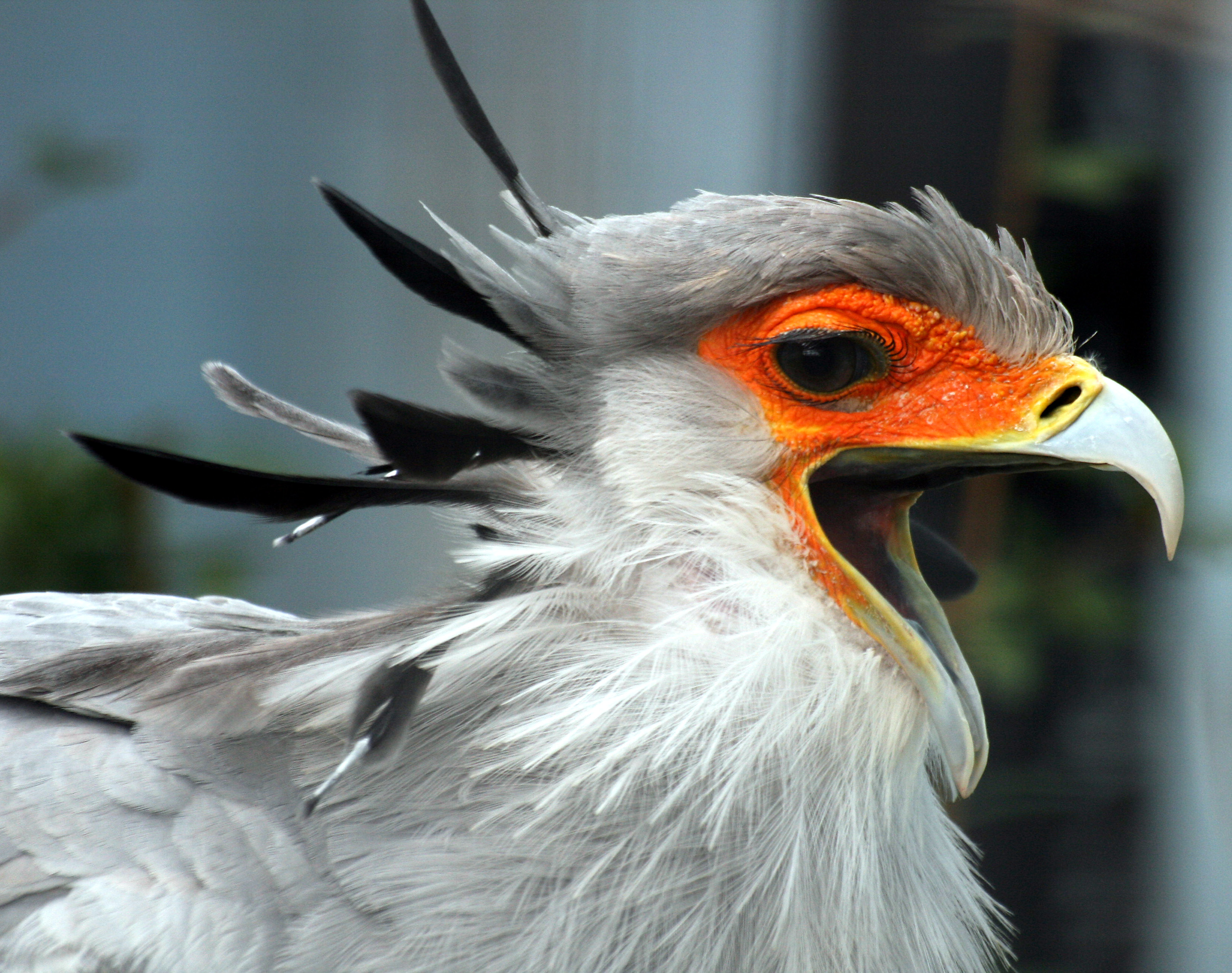
Một con chim diều ăn rắn tại Công viên động vật hoang dã Eagle Heights, Kent, Anh.

Diều ăn rắn có thể nhận ra ngay lập tức nhờ có cơ thể trông giống như đại bàng hay chim ưng trên đôi chân cao lênh khênh như sếu, làm cho chiều cao của nó lên tới khoảng 1,3 m (4 ft). Loài chim này dài khoảng 112–150 cm (3,7-4,9 ft) với cái đầu giống như chim ưng và mỏ cong, nhưng lại có cánh thuôn tròn. Nó cân nặng trung bình khoảng 3,3 kg (7,3 lb) và sải cánh khoảng 200–225 cm (6,6-7,4 ft). Do có chân và đuôi dài nên nó vừa là dài hơn lại vừa là cao hơn so với bất kỳ loài chim săn mồi ban ngày nào. Cổ của nó không quá dài và chỉ có thể hạ thấp xuống tới khớp liên cổ chân, vì thế các con diều ăn rắn khi cúi đầu xuống đất hay khi muốn uống nước đều phải cúi rạp mình xuống.
Nhìn từ xa trong khi con chim này bay thì nó trông giống như sếu hơn là chim săn mồi. Đuôi của nó có 2 lông trung tâm dài, dài hơn cả hai chân khi bay, cũng như bộ lông dài và thuôn tạo ra một chùm lông mào ở phía sau. Các lông bay và lông đùi của diều ăn rắn có màu đen, trong khi phần còn lại của bộ lông có màu xám với một vài nơi có màu trắng. Chim trống và chim mái trông giống nhau, do loài này thể hiện dị hình giới tính rất ít, mặc dù chim trống có lông đầu và đuôi dài hơn. Chim trưởng thành có mặt đỏ không lông, trái với mặt vàng của chim non.

### Môi trường sống

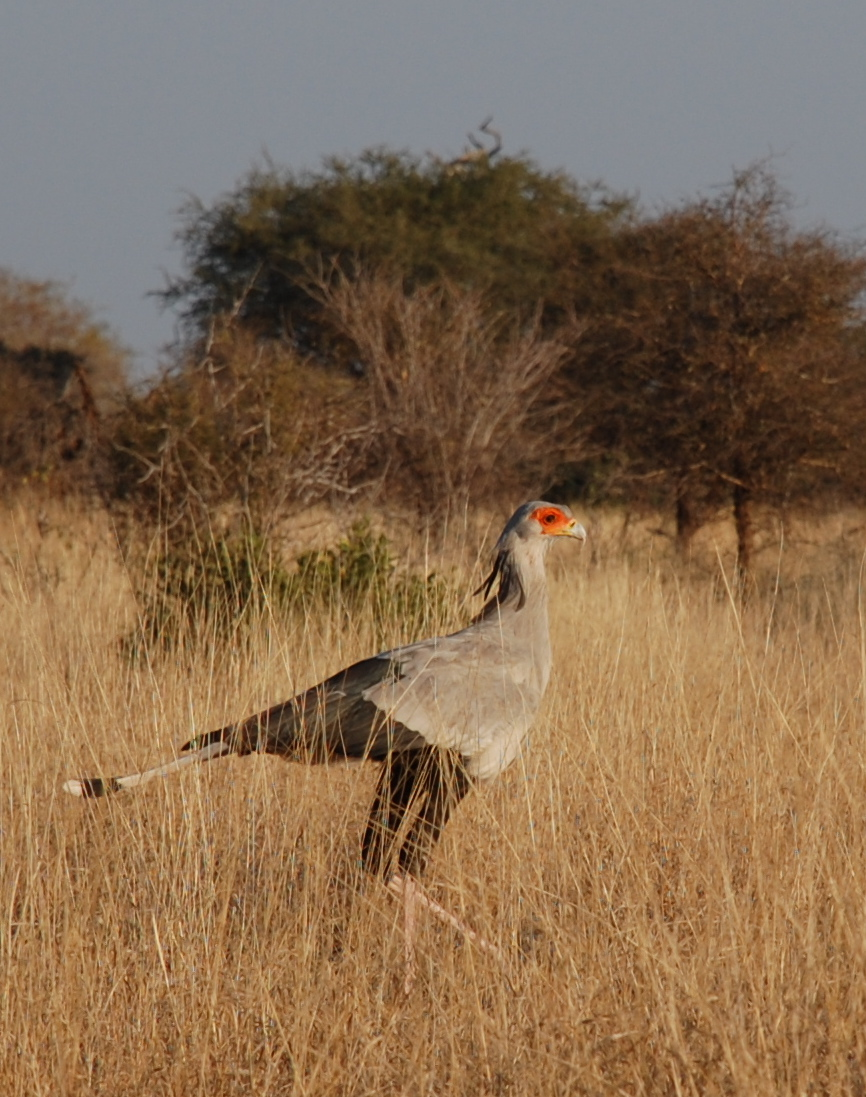
Trong Vườn quốc gia Kruger.

Những con diều ăn rắn là đặc hữu của khu vực hạ Sahara và là chim không di trú, mặc dù chúng có thể bay theo sự di chuyển của nguồn thức ăn. Phạm vi sinh sống của chúng trải rộng từ Senegal tới Somalia và kéo dài về phía nam tới mũi Hảo Vọng. Loài này được tìm thấy ở các độ cao từ vùng bình nguyên duyên hải tới các cao nguyên. Diều ăn rắn ưa thích các đồng cỏ thoáng đãng và các xavan hơn là rừng và những nơi có cây bụi rậm rạp, có thể ngăn trở sự sinh tồn theo kiểu chạy của nó. Những con chim này đậu nghỉ đêm trên các cây keo thuộc chi Acacia mọc trong khu vực, nhưng phần lớn thời gian ban ngày chúng dùng để đi lại trên mặt đất và chỉ trở về nơi đậu nghỉ vào lúc hoàng hôn

### Thức ăn

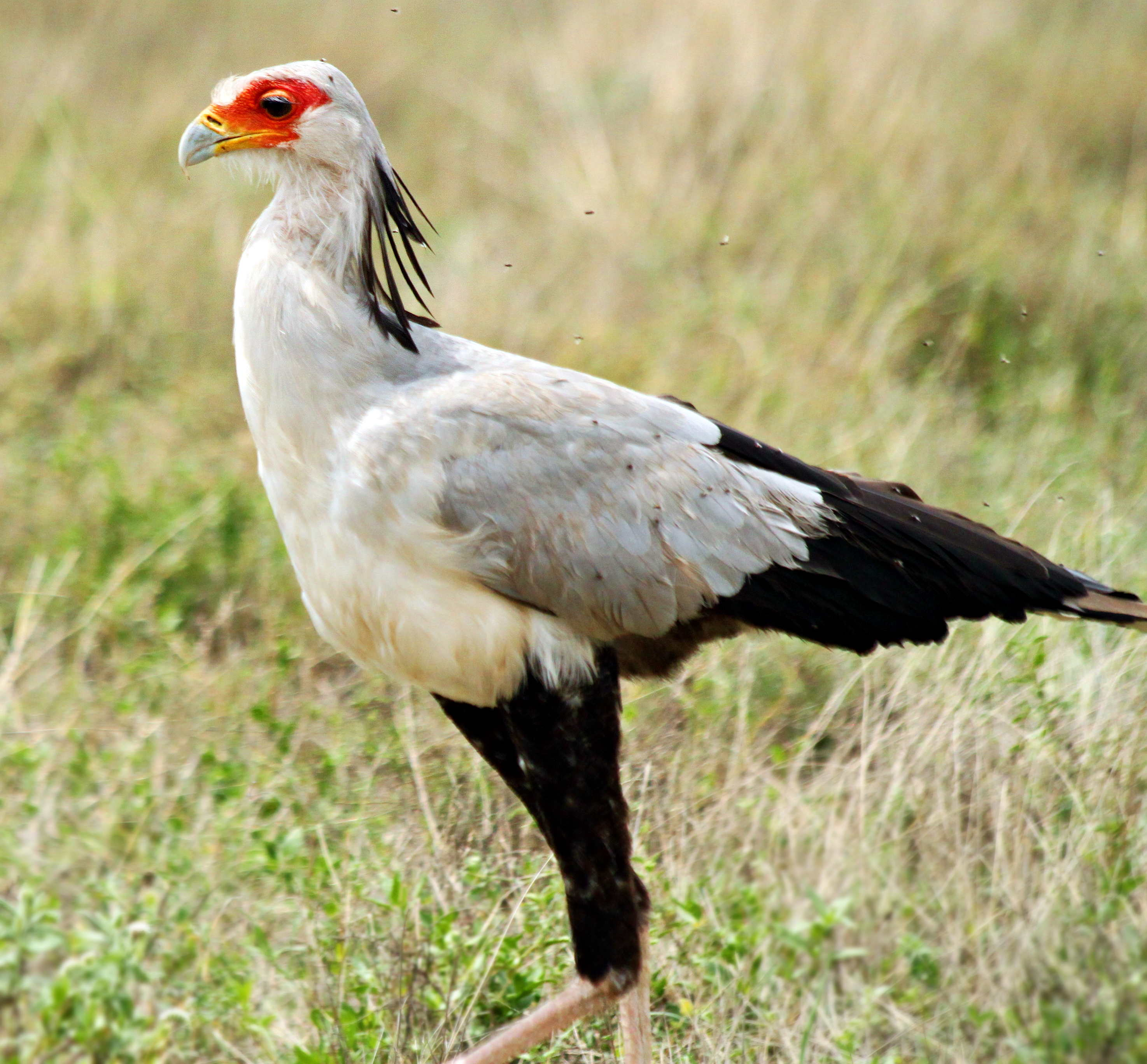
Trong vườn quốc gia Serengeti, Tanzania

Diều ăn rắn chủ yếu là chim sống trên mặt đất, săn bắt con mồi trong khi đi hay chạy, và khác với các loài caracara (như Caracara plancus), là loài chim săn mồi duy nhất thực hiện việc săn mồi như vậy một cách thường xuyên. Chim trưởng thành đi săn mồi theo kiểu từng đôi và đôi khi như một bầy đàn gia đình lỏng lẻo, đi khắp khu vực sống bằng những bước chân dài. Con mồi của nó bao gồm côn trùng, thú nhỏ, thằn lằn, rắn, chim non, trứng chim và đôi khi cả động vật chết trong các vụ cháy rừng. Chúng rất ít khi dám săn bắt các loài động vật ăn cỏ to lớn hơn, mặc dù có thông báo cho thấy diều ăn rắn dám tấn công và giết chết linh dương Gazelle non.
Chim non được nuôi bằng thức ăn hóa lỏng và các côn trùng do chim cha mẹ ựa ra để mớm mồi và sau đó thì được nuôi bằng các mẩu thịt thú nhỏ hay bò sát do chim cha mẹ ựa vào tổ khi tới giai đoạn "cai sữa". Nguồn thức ăn này được chim cha mẹ lưu trữ trong diều.

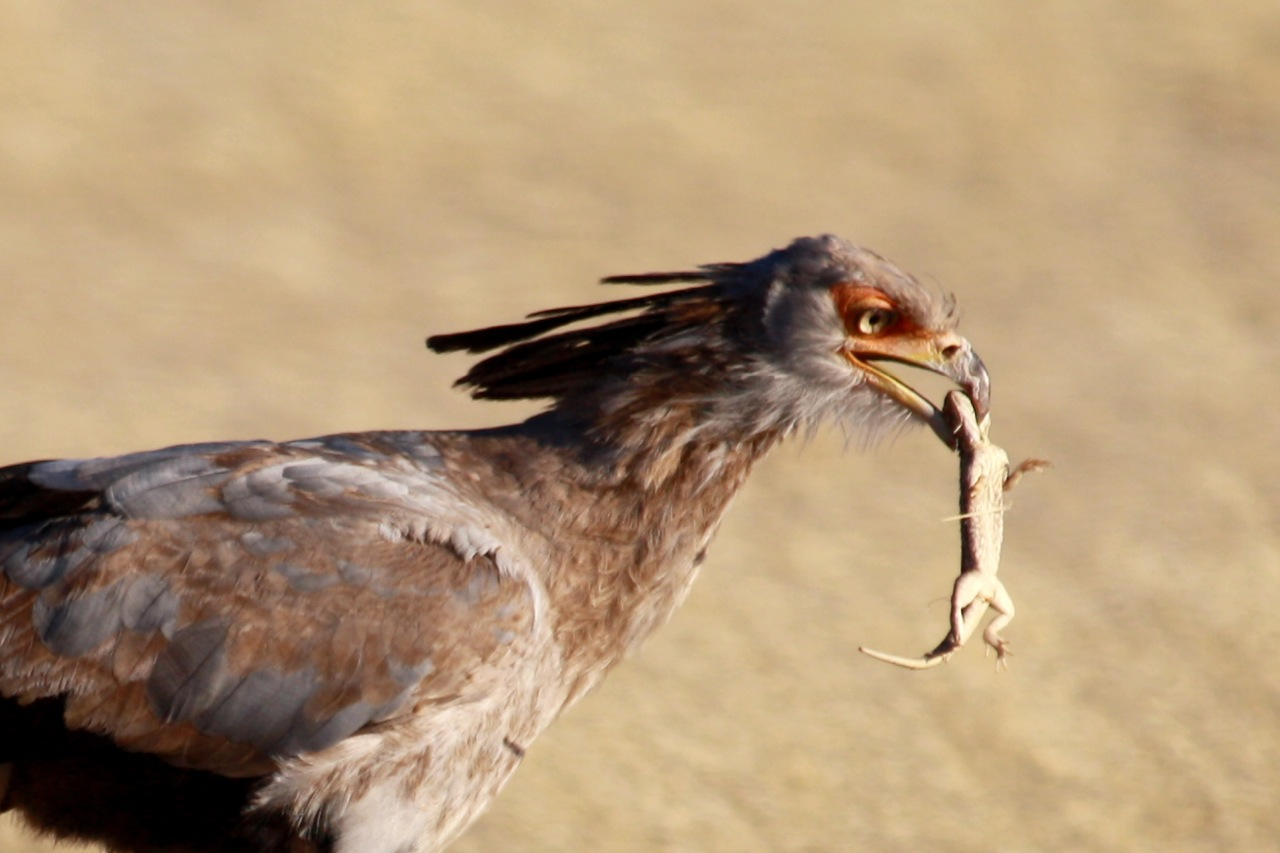
Trong vườn quốc gia Namib-Naukluft, Namibia

Những con diều ăn rắn có 2 chiến lược kiếm ăn khác biệt, được thực hiện khi chúng ở trên mặt đất. Chúng có thể hoặc là bắt con mồi bằng cách rượt đuổi và dùng mỏ mổ con mồi hoặc dẫm lên con mồi cho tới khi nó choáng váng hay bất tỉnh đủ để nuốt. Các nghiên cứu về chiến lược thứ hai này đã giúp phục dựng các cơ chế kiếm ăn có thể có của nhóm chim giống như khủng long là "chim khủng bố" (Phorusrhacidae) khoảng 5 triệu năm trước
Trong việc săn bắt và kiếm ăn các loài động vật nhỏ trên mặt đất trong các bụi cỏ hay bụi cây bụi cao, diều ăn rắn chiếm một hốc sinh thái tương tự như các loài công (Pavo) ở Nam và Đông Nam Á, gà lôi đuôi dài (Geococcyx) ở Bắc và Trung Mỹ cũng như chim mào bắt rắn (Cariamidae) ở Nam Mỹ.

### Sinh sản

#### Kết đôi

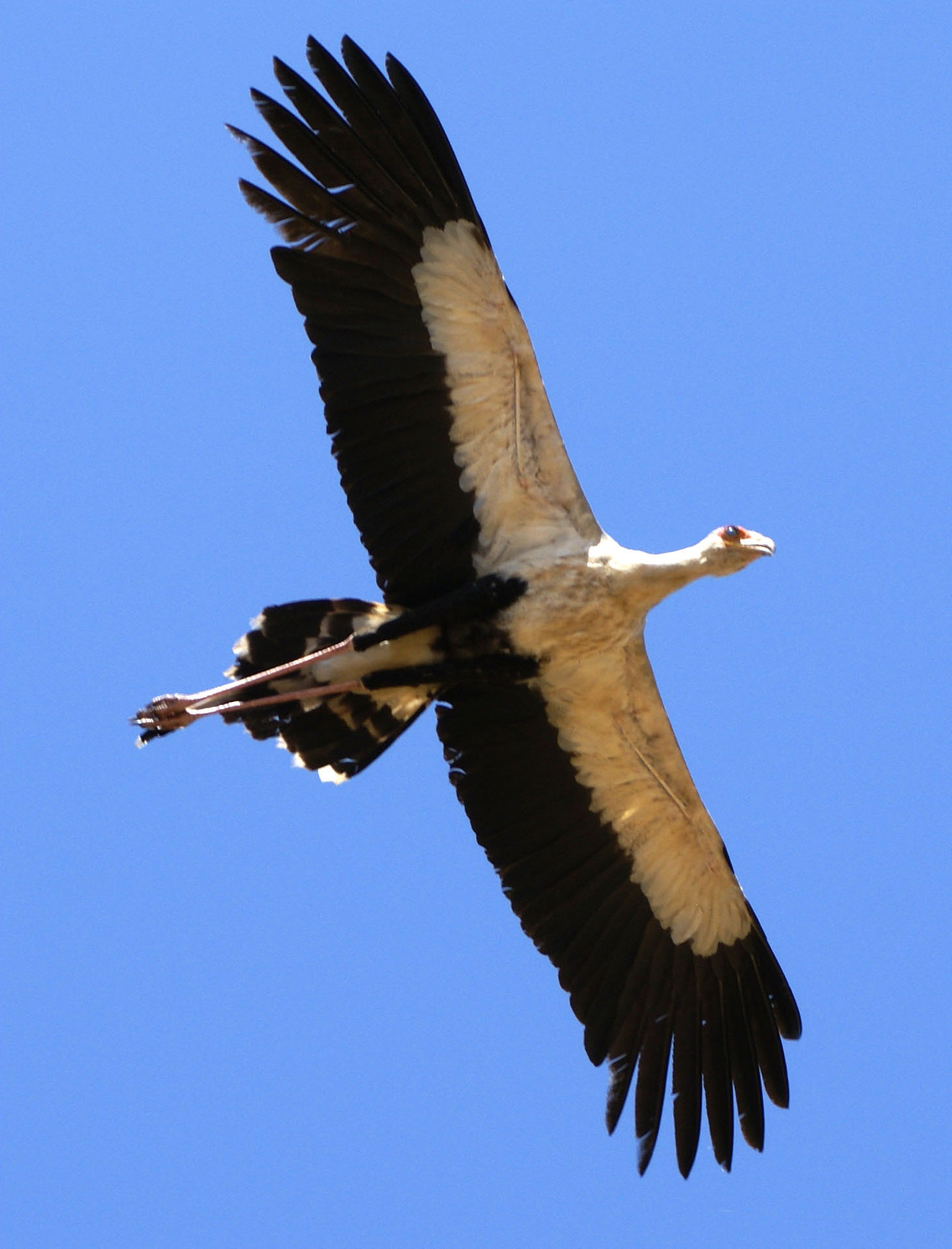
Bay trên bầu trời Kenya

Diều ăn rắn gắn kết thành các cặp kiểu một vợ một chồng. Trong quá trình ve vãn, chúng thể hiện nghi thức kết đôi bằng cách bay liệng cao với kiểu bay nhấp nhô và phát ra những tiếng kêu rền rĩ từ yết hầu. Các con trống và mái cũng có thể thực hiện nghi thức trên mặt đất bằng cách rượt đuổi theo nhau với cặp cánh mở ra gập vào, giống như cách rượt đuổi theo con mồi. Chúng thường giao phối trên mặt đất, mặc dù đôi khi cũng thực hiện công việc này trên các cây keo.

#### Nuôi con
Chúng làm tổ ở độ cao 5–7 m (15–20 ft) trên các cây keo. Cả chim trống lẫn chim mái đều tới nơi làm tổ khoảng nửa năm trước khi đẻ trứng. Tổ rộng khoảng 2,5 m (8 ft) và sâu 30 cm (1 ft), được làm như một cái chậu đáy phẳng gồm các que củi.
Diều ăn rắn đẻ 2-3 trứng hình ô van, màu xanh lục nhạt trong vòng 2-3 ngày, mặc dù quả thứ ba gần như ít khi nở hay con non này hiếm có cơ hội sống sót. Trứng được chim mái ấp là chủ yếu trong khoảng 45 ngày thì nở. Diều ăn rắn là chim thuộc loại giết các anh chị em song sinh một cách ngẫu nhiên. Có các quan điểm mâu thuẫn nhau về hiện tượng này. Một số tác giả cho rằng "không có chứng cứ vè sự gây hấn giữa các con chim song sinh, nhưng con chim non nhất trong tổ gồm ba con gần như luôn luôn chết đói...". Khi lưu ý rằng hai con chim cha mẹ phải cung cấp thức ăn cho ba con non với tốc độ 1 lần ăn mỗi giờ sau ngày thứ 17 kể từ khi nở ra, người ta có thể hiểu tại sao con chim non nở cuối cùng có ít cơ hội sống sót.
Chim non còn lông tơ có thể tự kiếm ăn sau khi nở 40 ngày, nhưng chim cha mẹ vẫn tiếp tục nuôi chúng sau thời điểm đó. Cả chim bố lẫn chim mẹ cùng nuôi chim con. Khoảng 60 ngày thì chim non bắt đầu vỗ cánh, và khoảng 65-80 ngày thì chúng có thể ra ràng. Sự ra ràng của chúng bao gồm việc nhảy ra khỏi tổ hay rơi có kiểm soát phần nào xuống mặt đất bằng cách vỗ cánh liên tục. Sau thời gian đó, chim non nhanh chóng học được cách săn mồi thông qua những chuyến thám hiểm cùng chim bố mẹ và chỉ một thời gian ngắn sau đó chúng đã kiếm ăn độc lập hoàn toàn.

## Quan hệ với con người

### Ảnh hưởng văn hóa

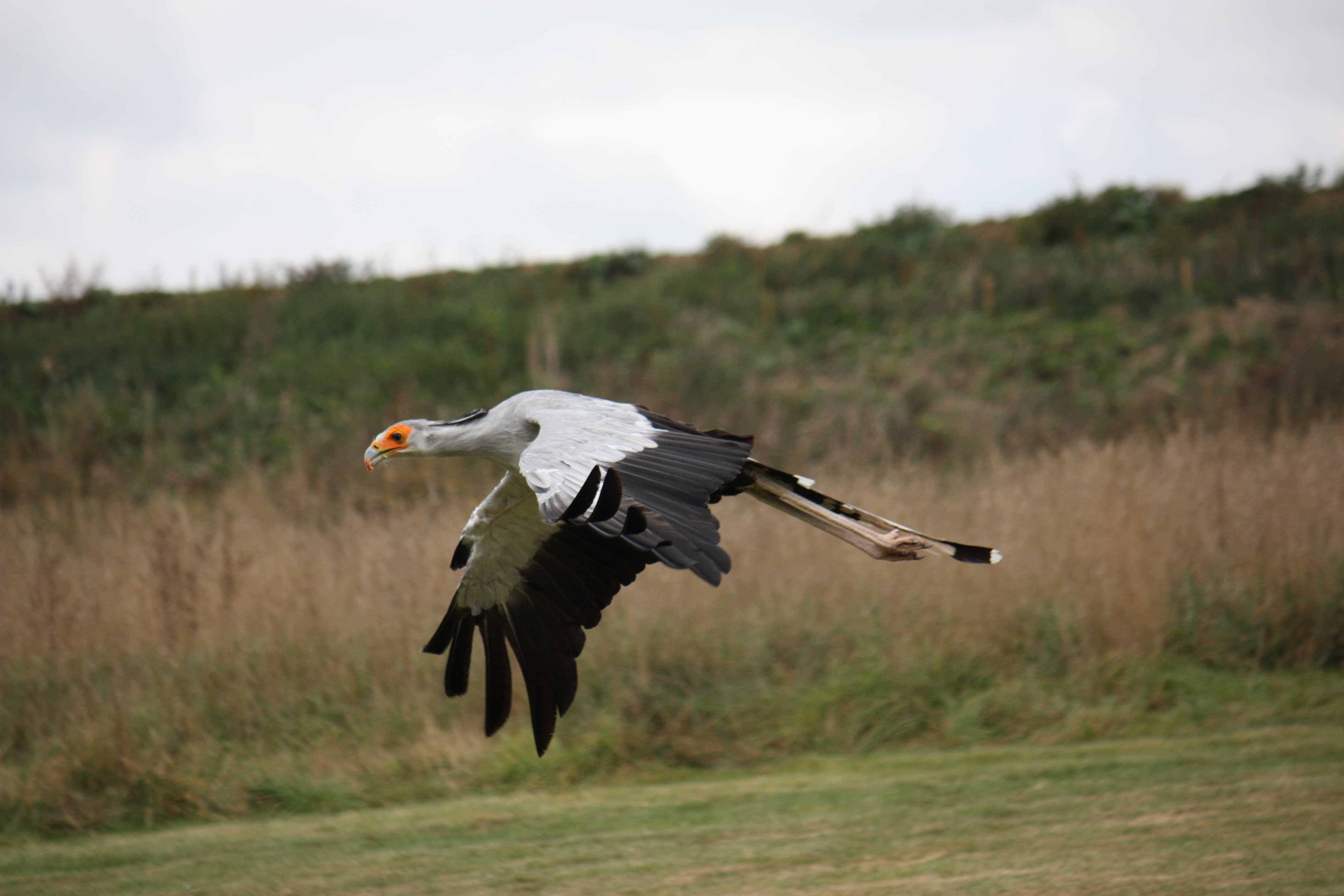
Bay trong khu bảo tồn chim.

Diều ăn rắn theo truyền thống được ngưỡng mộ tại châu Phi do bề ngoài nổi bật của nó cũng như do khả năng đối phó với sâu bọ gây hại và rắn. Vì thế loài này từng ít khi bị quấy nhiễu, mặc dù điều này đang thay đổi vì sự tuân thủ truyền thống đã suy giảm. 
Diều ăn rắn là biểu tượng quốc gia của Sudan từ năm 1970 trở lại đây, cũng như là đặc trưng rõ nét trên quốc huy Nam Phi.
Tại Sudan, nó được vẽ (in) tại dải giữa màu trắng trong lá cờ của tổng thống; nó cũng là con vật chính trong con dấu của tổng thống, và có mặt trong các dấu hiệu khác của quân đội Sudan. Hình con diều ăn rắn trên cờ và con dấu của tổng thống có đầu quay sang phải, với chòm lông mào khác biệt của nó nhìn thấy rõ nét và đôi cánh xòe rộng với một dải màu trắng phía dưới đôi cánh xòe rộng này, có chữ viết bằng tiếng Ả Rập với nghĩa là "chiến thắng của chúng ta".
Tại Nam Phi, mặc dù không phải là quốc điểu, nhưng diều ăn rắn được mô tả như là một biểu tượng trên quốc huy, thể hiện sự cẩn mật và sức mạnh quân sự, cũng như sự trỗi dậy và niềm kiêu hãnh của một nhà nước Nam Phi hiện đại.
Diều ăn rắn là chủ đề phổ biến trên con tem bưu chính của nhiều quốc gia châu Phi, với trên 65 con tem từ khoảng 30 quốc gia đã biết cho tới nay, bao gồm cả một số chính thể phát hành tem như tiểu vương quốc Ajman (thuộc UAE) hay Manama (thủ đô của Bahrain), Maldives hay Liên hợp quốc, trong khi trên thực tế loài chim này không có tại những nơi đó.

### Các mối đe dọa
Chim non là con mồi bị các loài quạ và diều săn bắt, do chúng dễ bị thương tổn trên các ngọn cây keo. Xét về mặt quần thể, diều ăn rắn chủ yếu bị đe dọa do mất môi trường sống và tàn phá rừng. Năm 1968 loài này đã được đưa vào danh sách các loài được bảo vệ theo Công ước về Bảo tồn Tự nhiên và các Nguồn lực Tự nhiên của châu Phi. Tuy nhiên loài này vẫn phổ biến rộng tại khắp châu Phi và đã thích nghi khá tốt với vùng đất canh tác được, nơi các con mồi như động vật gặm nhấm là phổ biến hơn so với trong môi trường sống truyền thống. Loài này cũng thích nghi tốt trong các khu vực được bảo vệ.